# Margarethe Kahn
Pour les articles homonymes, voir Kahn.
Margarethe Kahn aussi connue sous le nom de Margarete ou Grete Kahn, née le 27 août 1880, disparue après sa déportation à Piaski en Pologne par les allemands, le 28 mars 1942, est une mathématicienne allemande victime de la Shoah. Elle est parmi les premières femmes à obtenir un doctorat en Allemagne. Son travail porte sur la topologie des courbes algébriques.

## Biographie
Margarethe Kahn est la fille d'Albert Kahn (1853-1905) marchand de Eschwege et propriétaire d'une usine de production de flanelle, et de son épouse, Johanne (née Plaut, 1857-1882). Elle a un frère aîné, Otto (1879–1932). Cinq ans après la mort prématurée de son épouse, son père se remarie avec la sœur cadette de cette dernière, Julie (1860-1934), avec qui il a une fille, Martha (1888–1942), demi-sœur de Margarethe.
Après avoir été à l'école primaire à partir de 1887, et à l'école supérieure pour filles à partir de 1889 à 1896, Margarete Kahn prend des leçons privées pour préparer  son Abitur, les écoles pour filles se faisant rares à cette époque dans la Hesse en Allemagne. En 1904, elle a l'autorisation de préparer son Abitur au Gymnase Royal, à Bad Hersfeld. Elle appartient alors à la petite élite de jeunes femmes autorisée à préparer l'Abitur dans des écoles de garçons en externe au début du 20e siècle, en Allemagne. Konrad Duden signe son certificat d'obtention du diplôme étant le directeur de l'école en question.
Depuis que la Prusse a commencé à permettre aux femmes d'assister officiellement aux cours de l'université, et ce seulement à partir du semestre hivernal de 1908-1909, Margarete Kahn et son amie Klara Löbenstein fréquentent les universités de Berlin et de Göttingen en tant qu'étudiantes invitées. En outre, Margarete Kahn suit des conférences et des cours techniques en mathématiques à l'Université technique de Berlin. Ils y étudient les mathématiques, la physique, et l'enseignement dans les deux universités précédemment mentionnées. À l'Université de Göttingen, elle assiste à des séminaires donnés par, entre autres, David Hilbert, Felix Klein, Woldemar Voigt, et Georg Elias Müller ; à Berlin, elle suit les conférences données par Hermann Amandus Schwarz et Paul Drude à la Royal Académie Prussienne des Sciences. Son domaine de spécialisation est la  géométrie algébrique. Avec Löbenstein, elle tente de résoudre le  seizième problème de Hilbert . Ce problème concerne la topologie de courbes algébriques dans un plan complexe. Dans sa formulation du problème, Hilbert avance qu'il y a pas de courbes algébriques de degré 6 , consistant en 11 ovales séparés. Margarethe Kahn et Klara Löbenstein développent alors des méthodes pour résoudre ce problème.
Malgré l'opposition de la faculté de Berlin, mais avec le soutien de l'Université de Göttingen, et de Felix Klein, Kahn obtient son doctorat en 1909 sous la direction de David Hilbert, à Göttingen, avec une thèse intitulée Eine allgemeine Methode zur Untersuchung der Gestalten algebraischer Kurven [Une méthode générale pour étudier les formes des courbes algébriques], et est donc l'une des premières femmes allemandes à obtenir un doctorat en mathématiques (les mathématiques font alors partie de la faculté de philosophie, à l'époque). Elle passe sa soutenance  – encore une fois, avec le soutien de Löbenstein – le 30 juin 1909.
Margarethe Kahn ne peut poursuivre une carrière scientifique, les femmes en Allemagne ne pouvant obtenir d'habilitation à diriger des recherches avant 1920. Elle cherche alors un poste d'institutrice, et, en octobre 1912, elle décroche un emploi dans le système scolaire prussien, où elle travaille comme enseignante dans les collèges et les lycées de Katowice et Dortmund, et à partir de 1929 a travaillé à Berlin-Tegel à Gabriele-von-Bülow-Gymnasium et plus tard à Berlin-Pankow à Carl-von-Ossietzky-Gymnasium.

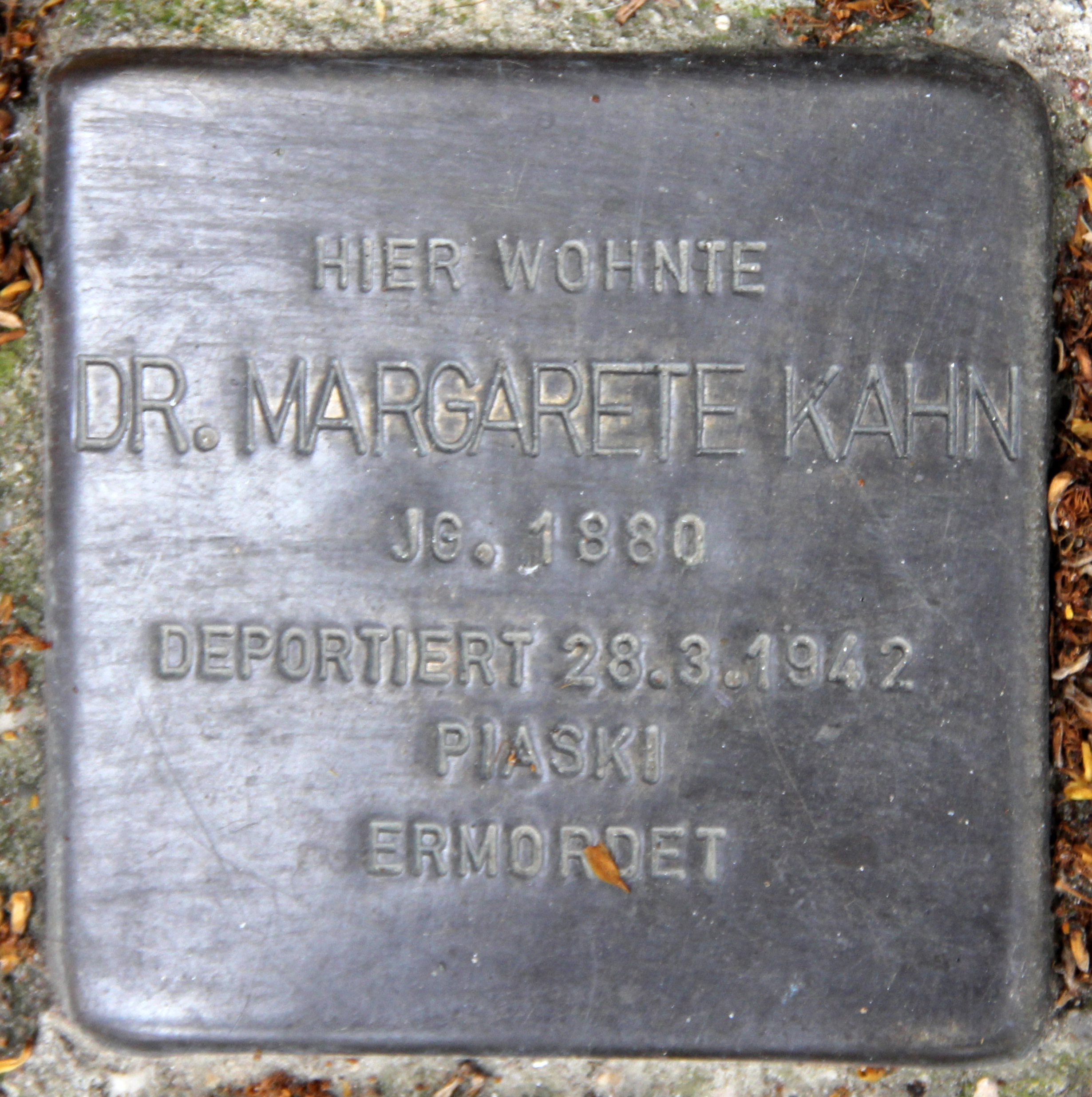
Stolperstein au 127 Rudolstädter Straße à Wilmersdorf, à la mémoire de Margarethe Kahn

D'origine juive, elle est forcée de démissionner en 1933 par les Nazis, et est renvoyée de l'éducation nationale en 1936. Elle est par la suite travailleuse forcée  dans une usine de chaîne à neige de la Nordland Schneeketten. Le 28 mars 1942, elle est déportée avec sa sœur Martha, maintenant veuve, à Piaski, et depuis lors, disparue. Le ghetto présent dans cette ville est liquidé et les juifs survivant à la liquidation ont été assassinés au camp d'extermination de Belzec.
Le 13 septembre 2008, un Stolperstein est posé au 127 Rudolstädter Straße à Wilmersdorf, en mémoire de Margarethe Kahn, ainsi que le 26 mai 2010 devant l'ancien maison de ses parents au Stad 29 à Eschwege, où une plaque commémorative à Kahn a été apposée le 13 décembre 2017. Depuis 2013, une rue de Leverkusen porte son nom.

## Publications
- (de) Margarete Kahn, « Eine allgemeine Methode zur Untersuchung der Gestalten algebraischer Kurven », Doctoral dissertation, University of Göttingen, Göttingen, W. Fr. Kaestner,‎ 1909